# Кидд, Эдвард
Эдвард Кидд (англ. Edward Kidd; 9 сентября 1849 года — 16 сентября 1912 года) — канадский фермер и политический деятель. Член Палаты общин Канады от избирательного округа Карлтон (1900—1905, 1909—1912 год)

## Биография
Родился 9 сентября 1849 года в Оксфорд-Тауншип, Западная Канада (ныне — провинция Онтарио), в семье Уильяма Кидда. Окончил школу в селе Берритс-Рэпидс
До начала политической карьеры на федеральном уровне владел несколькими сыроварнями в округе Карлтон, был членом совета округа, а также членом совета тауншипа Норт-Гор.
В 1900 году Кидд был избран членом Палаты общин Канады от округа Карлтон как кандидат Консервативной партии Канады. Однако в 1905 году он подал в отставку, дабы позволить лидеру консерваторов Роберту Бордену, потерявшему место в Палате общин на выборах 1904 года, вернуться в парламент. На следующих всеобщих выборах, которые прошли в 1908 году, Бордену удалось взять реванш за поражение в своём старом округе Галифакс, а Кидд вновь выиграл выборы в округе Карлтон.
16 сентября 1912 года Эдвард Кидд скончался.

## Семья
Двоюродный брат — Джордж Нельсон Кидд, в 1894—1907 годах был депутатом Законодательного собрания Онтарио от одноимённого округа Карлтон.
Племянник — Томас Эшмор Кидд в 1930—1935 годах занимал пост спикера Законодательного собрания Онтарио.

## Память
В онтарийском городе Норт-Гор в честь Кидда названа улица Edward Kidd Crescent.